# Manticore – Blutige Krallen
Manticore – Blutige Krallen (Originaltitel: Manticore) ist ein US-amerikanischer Horrorfilm aus dem Jahr 2005. Mittelpunkt der Handlung ist der Mantikor, ein Wesen aus der griechischen Mythologie.

## Handlung
Im Irak stationierte Soldaten der 10. Mountain Division werden mit einem Panzerfahrzeug ausgeschickt, um eine vermisste Journalistin und ihren Kameramann zu finden. Währenddessen erweckt Scheich Umari in einer tempelartig ausgebauten Höhle mit Hilfe eines Amuletts zwei versteinerte Monster, die Mantikore. Er möchte mit ihrer Hilfe den Königsthron seiner babylonischen Vorfahren wiedergewinnen, die diese Bestien erschaffen haben. Eins der Monster kann von einem der Anwesenden während seiner Verwandlung zerstört werden, das andere Monster kann seine Verwandlung vollenden und tötet alle Anwesenden; einzig Scheich Umari kann fliehen.
Die von Sergeant Baxter angeführten Soldaten treffen unterwegs auf Zeichen eines Angriffs. Ein in einem zerstörten Auto liegender verletzter Einheimischer warnt sie vor einer Gefahr und fordert sie zur Flucht auf. Einer der Soldaten wird von dem Mantikor getötet. Die Truppe fährt weiter und findet schließlich auch die Tempelhöhle und die Leichen. Einer der Soldaten hebt das am Boden liegende Amulett auf und hängt es um. Das Fahrzeug wird auf der Weiterfahrt durch eine Mine beschädigt und die Gruppe beschließt, zum nächsten Dorf zu gehen.
Das Dorf finden sie verlassen vor, nur ein kleiner Junge kreuzt ihren Weg. Als sie diesem folgen, finden sie in einem Raum versteckt die Journalistin, den Kameramann und einige Einheimische, darunter einen Professor, der aussagt, bei seinen Verwandten auf Besuch gewesen zu sein. Bei dem Professor handelt es sich um den geflohenen Scheich Umari. Nach einem Angriff des Mantikor werden weitere Mitglieder des Kommandos getötet.
Ein zur Evakuierung des Teams sowie der Zivilisten angeforderter Hubschrauber wird vom Mantikor zum Absturz gebracht; der Mantikor übersteht dies sowie den Beschuss der Soldaten schadlos.
Die Soldaten beschließen darauf, den Mantikor in eine Falle zu locken und durch einen Luftschlag zu töten; auch die Rakete kann den Mantikor nicht töten. Einer der Soldaten wird von Umari plötzlich angefallen und getötet – Umari bringt damit das diesem umhängende Amulett an sich, das vor der Bestie schützt.
Von Umari erfährt man, dass der Mantikor und sein bei der Umwandlung zerstörtes Gegenstück von einem babylonischen König zur Sicherung seiner Macht als eine Art biologische Massenvernichtungswaffe erschaffen wurden. Sie können nur dann zerstört werden, wenn sie sich gegenseitig ansehen und dadurch zu Stein erstarren. Da das zweite Monster zerstört wurde, könne nun niemand mehr den Mantikor aufhalten.
Baxter versucht den Mantikor zu überlisten, indem er diesem mit Hilfe eines Spiegels sein eigenes Spiegelbild zeigt; sobald die Versteinerung des Mantikor beginnt soll Corporal Keats diesen mit einer Panzerbüchse beschießen und zerstören. Das Spiegelbild hat die gewünschte Wirkung; der Mantikor versteinert. Als der Sergeant den Feuerbefehl gibt, wird er von Umari niedergeschlagen, das Monster sieht nicht mehr sein Spiegelbild und erwacht wieder. Keats’ Schuss verfehlt den Mantikor; dabei wird das Amulett, welches den Träger vor dem Mantikor schützt, zerstört. Umari wird daraufhin vom Mantikor getötet.
Baxter, Keats und der kleine Junge aus der Stadt retten sich in bzw. unter das liegengebliebene Panzerfahrzeug. Baxter versucht erneut, den Mantikor mit Hilfe des Displays einer Videokamera zu täuschen. Auch dieser Trick zeigt die gewünschte Wirkung, jedoch geht die Batterieleistung der Kamera zur Neige. Im letzten Augenblick holt Keats einen Hammer aus dem Panzerfahrzeug und zerschlägt den versteinerten Mantikor.

## Kritiken
- Die Zeitschrift TV Spielfilm schreibt in ihrer Onlineausgabe: „Die billigen Computereffekte und die unoriginelle Geschichte taugen allenfalls zum amüsanten Trash-TV-Abend.“ Fazit: „Grausig getrickste Monsterhatz im Sand.“[1]